# گاما (فیلم ۱۹۷۹)
گاما (به هندی: Sargam) فیلمی محصول سال ۱۹۷۹ و به کارگردانی کاسیناتونی ویسوانت است. در این فیلم بازیگرانی همچون ریشی کاپور، جایا پرادا، شاشیکالا، لیلا میشارا، شاکتی کاپور، آریونا ایرانی و آسرانی ایفای نقش کرده‌اند.